# Guerra Turco-Armênia
A Guerra Turco-Armênia foi um conflito militar entre a República Democrática da Armênia (DRA) e os revolucionários do Movimento Nacional Turco, que durou de 24 de setembro a 2 de dezembro de 1920, e teve lugar em grande parte das regiões atualmente ocupadas pelo nordeste da Turquia e noroeste da Armênia.
O conflito finalizou com a assinatura de um acordo de paz em Alexandropol.

## Antecedentes

### Campanha do Cáucaso

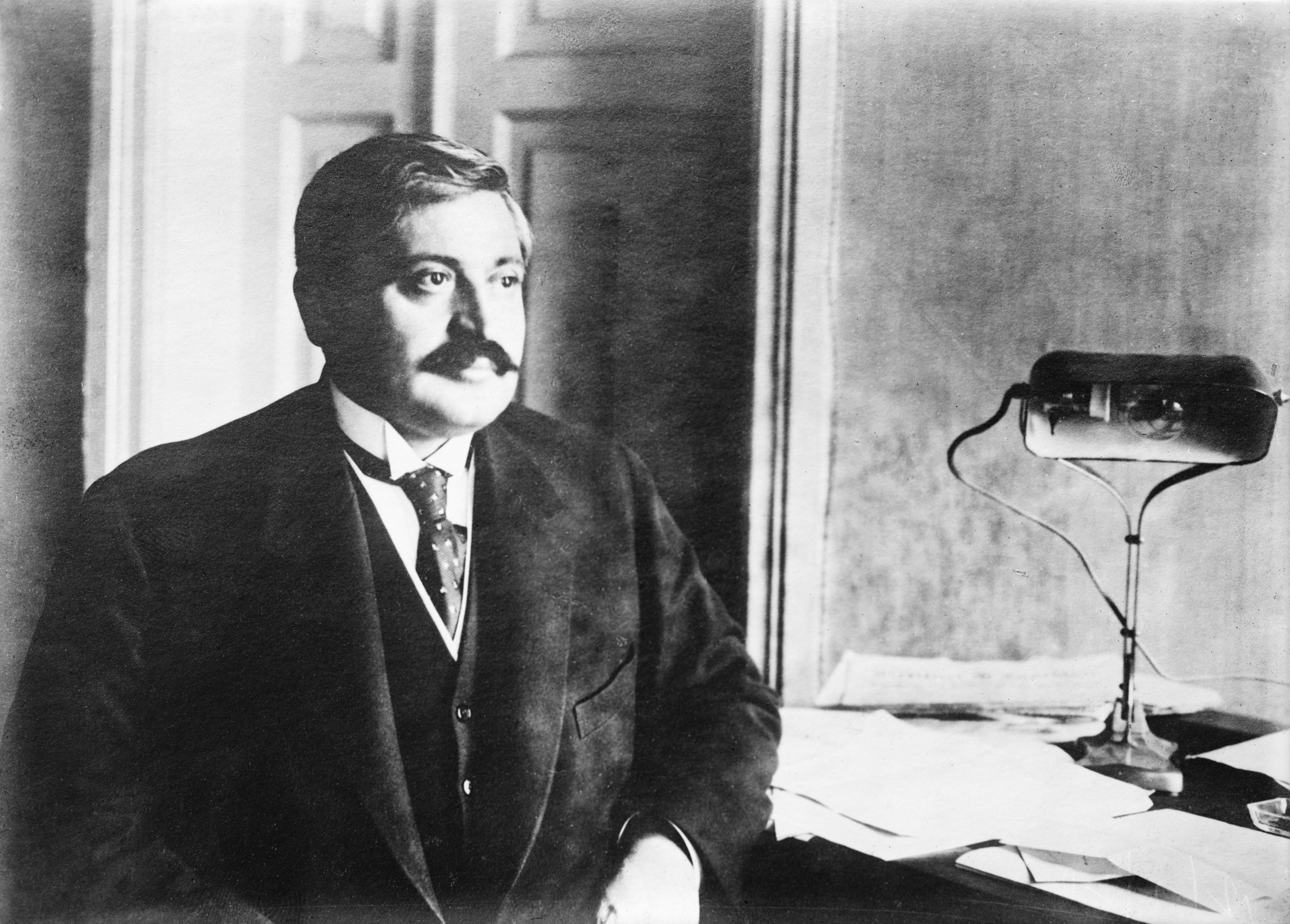
Mehmet Talat

O Tratado de Amizade Russo-Otomano (1 de janeiro de 1918) e o Tratado de Brest-Litovsk (3 de março de 1918) foram assinados, no âmbito da Primeira Guerra Mundial, pelo vizir Mehmet Talat e neles foi estabelecido que todos os territórios conquistados (Ardacane, Carse e Batumi) pela Rússia durante a Guerra Russo-Turca, 1877–1878 seriam devolvidos ao Império Otomano. Contudo, o Congresso Armênio de Armênios Orientais, movimento que unificava os Conselhos Nacionais Armênios e que era liderado pelo partido Dashnak, declarou a autonomia do seu território, assegurou o apoio ocidental graças à diáspora arménia e preparou-se para defender as regiões de Erzurum, Bitlisse e Vã, imprescindíveis para que o seu território não se tornasse num estado encerrado.
Em março de 1918, Vehib Paşa transladou o 3º Exército otomano para as zonas que ocupavam as unidades de voluntários armênios. Frente da forte pressão desta força combinada com unidades irregulares curdas, a tropas armênias retiraram-se de Erzinjane a Erzurum, mais a leste. A cidade de Van, sob domínio armênio desde 1915, também foi abandonada. Após as Batalha de Caraquilisse, Sardarapate e Aparã, as milícias armênias evacuaram Erzurum e Sarecamixe. Vehib Paxá também reclamou Trebizonda no norte.
A 28 de maio de 1918, o Movimento de Libertação Nacional Armênio declarou a independência da República Democrática da Armênia (RDA) meses antes de finalizar a Primeira Guerra Mundial (11 de novembro de 1918). Tovmas Nazarbekia, quem fora comandante na Campanha do Cáucaso e governador da Administração de Armênia ocidental, converteu-se no primeiro chefe de estado da nova república.

### Tratado de Batumi
A 4 de junho de 1918, a República Democrática da Armênia e o governo otomano assinaram o Tratado de Batumi pelo qual era reconhecida a independência do novo estado e aceitavam as fronteiras estabelecidas no Tratado de Brest-Litovsk. Quinze dias depois, uma delegação armênia viajou para Istambul para que fosse ratificado pelas Potências Centrais. Contudo, dentro das fileiras da República Democrática da Armênia o acordo foi objeto de controvérsia já que o general Andranik junto com o Dashnakzutyun desvincularam-se do seu governo e, recusaram aceitar as fronteiras, continuaram a guerra e declararam um novo estado chamado República da Armênia Montanhosa.
Após a derrota do Império Otomano na Primeira Guerra Mundial e a obrigação de aceitar o Armistício de Mudros (assinado a 30 de outubro de 1918), as fronteiras voltaram para os limites existentes no começo da contenda.

### A República de Carse
Nos cinco meses transcorridos entre a assinatura do Tratado de Batumi e o Armistício de Mudros, o governo otomano não teve tempo para estabelecer um domínio efetivo nos territórios recuperados. Fruto deste vazio de poder, surgiu um novo e efêmero estado que foi dirigido por Fakhr al-Din Pirioghlu e cujo centro se encontrava em Carse. No seu território predominava a população muçulmana e compreendia as províncias de Carse e Batumi, partes do distrito de Erevã na província do mesmo nome, e os distritos de Akhalkalaki e Akhaltsikhe pertencentes à província de Tiflis. Em termos práticos, a nova entidade estava limitada à província de Carse.
Sua existência coincidiu com a do governador-geral imposto pelos britânicos, cargo que fora criado durante a intervenção da Entente em Transcaucásia.
Após a assinatura do armistício, o Alto Comissionado Britânico, almirante Somerset Arthur Gough-Calthorpe, destituiu a Pirioghlu e permitiu a RDA ocupar o território ao qual formalmente renunciava o governo otomano.

## Enfrentamento aberto
Após o Armistício de Mudros chegou a assinatura do Tratado de Sèvres (10 de agosto de 1920), que significou na prática o desaparecimento do Império otomano. As forças do Movimento Nacional Turco não reconheceram a validez desse acordo e começaram a preparar-se para travar uma guerra de independência nacional. Os combatentes turcos situados em Anatólia oriental levavam tempo preparando-se para retomar as províncias de Carse, Ardacane e Batumi cedidas à RDA.

### O conflito em Olti
As primeiras escaramuças decorreram em junho de 1920 no distrito de Olti, limítrofe com a RDA,  cujo domínio correspondia à República Democrática da Geórgia mas sem nenhum controlo efetivo na prática. As incursões armênias fizeram com que o general turco Kazım Karabekir deslocasse quatro batalhões do seu exército ao distrito a 3 de setembro, expulsando as unidades armênias.
Enquanto isto sucedia, o governo nacionalista de Ancara e o novo poder bolchevique surgido da Revolução russa mantiveram uma série de negociações com o fim de dotar os turcos de financiamento e armamento para a guerra. Para isso foi considerada a possibilidade de abrir uma rota de abastecimento através das repúblicas independentes da Geórgia e Armênia. O apoio soviético era vital para os turcos, mas as suas exigências foram inaceitáveis. Os bolcheviques demandavam a cessão das províncias de Vã e Bitlisse à RDA. Após a ruptura das negociações, o exército de Karabekir avançou, a 28 de setembro, até Sarecamixe.

### Sarecamixe, Kağızman e Merdeniq
A 30 de setembro as tropas turcas tomaram a cidade de Sarecamixe e em dias posteriores Kağızman, Eder e Merdeniq. A linha de defesa armênia desmoronou-se e o exército turco avançou devastando a área e expulsando a população civil armênia que não tivera tempo, ou vontade, para fugir. Simultaneamente, alguns regimentos armênios começaram a realizar limpezas étnicas nos distritos de Carse e Erevã, ainda sob o seu controlo.
Em princípios de outubro, o governo da RDA pediu ajuda ao Reino Unido, França, Itália e ao restante das potências aliadas, mas não houve resposta. A maior parte das forças britânicas na região achavam-se sufocando as revoltas no Mandato Britânico da Mesopotâmia, enquanto França e Itália enfrentavam dificuldades similares no Mandato Francês da Síria e Antalya controlado pelos italianos. A Geórgia declarou a neutralidade durante o conflito e somente a Grécia proporcionou um certo apoio, embora insuficiente para se opor à ofensiva turca.

### Acordo de Erevão
A 11 de outubro, o enviado soviético Boris Legran chegou a Erevão com um texto para negociar um acordo soviético-armênio. O tratado foi assinado a 24 de outubro e com ele a República Democrática da Armênia garantia-se o apoio soviético.
A questão mais importante estava relacionada com Carse, já que assegurava o controlo desta província ao governo armênio. Perante os termos do acordo, os nacionalistas turcos voltaram a mobilizar o seu exército do leste. Karabekir foi informado pela Grande Assembleia Nacional da Turquia e em 24 de outubro dirigiu as suas tropas para Carse.

### Carse e Alexandropol
As forças de Karabekir marcharam para a cidade de Carse, que foi abandonada pelas tropas armênias, ficando sob controlo turco a 30 de outubro. Novamente a população civil foi vítima de saques, violações e assassinatos.
As forças turcas continuaram o seu avanço e uma semana depois tomaram e ocuparam a cidade de Alexandropol (atual Gümrü, na Armênia). A 12 de novembro, capturaram o povoado estratégico de Agin, a nordeste das ruínas do antigo reino armênio medieval de Ani, para avançar daí para Erevão. A 13 de novembro a Geórgia rompeu a sua neutralidade após as tropas armênias invadirem a zona disputada de Lorri, que figurava como Zona Neutral (o Condomínio Shulavera) no acordo estabelecido entre ambas as nações em princípios de 1919. No fim de novembro a RDA ficou definitivamente derrotada.

### O tratado de Alexandropol
As tropas turcas estabeleceram o seu quartel-general em Alexandropol, e apresentaram um ultimato à RDA. Diante de um possível colapso total do país, o governo da Armênia solicitou um armistício, e a 18 de novembro foram acordados os termos dum cessar-fogo. Duas semanas mais tarde, a 2 de dezembro, representantes de ambas as nações assinaram o Tratado de Alexandropol ou "Tratado de Gümrü" cujas condições para a RDA foram muito severas: a Armênia devia desarmar a maioria das suas forças militares e ceder mais da metade do território com o que contava antes da guerra. A RDA perdia desse jeito todas as concessões outorgadas pelas potências europeias no Tratado de Sèvres.
Contudo, enquanto Karabekir e o Ministro de Assuntos Exteriores armênio Alexander Khatisian negociavam os termos da derrota, o governo soviético ordenou a Sergo Ordjonikidze que invadisse a RDA a partir do Azerbaijão com o fim de estabelecer um novo governo pró-bolchevique no país. A 29 de novembro, o 11º Exército soviético penetrou na Armênia por Karavansarai (atual Ijevan).

## Consequências

### Fim da República Democrática da Armênia, dezembro de 1920
A invasão do exército soviético não encontrou resistência por parte das forças armênias. A segunda guerra entre ambos os países durou apenas uma semana. Esgotados pelos seis anos de permanentes guerras e conflitos, o exército e a população armênia foram incapazes de articular qualquer tipo de oposição.

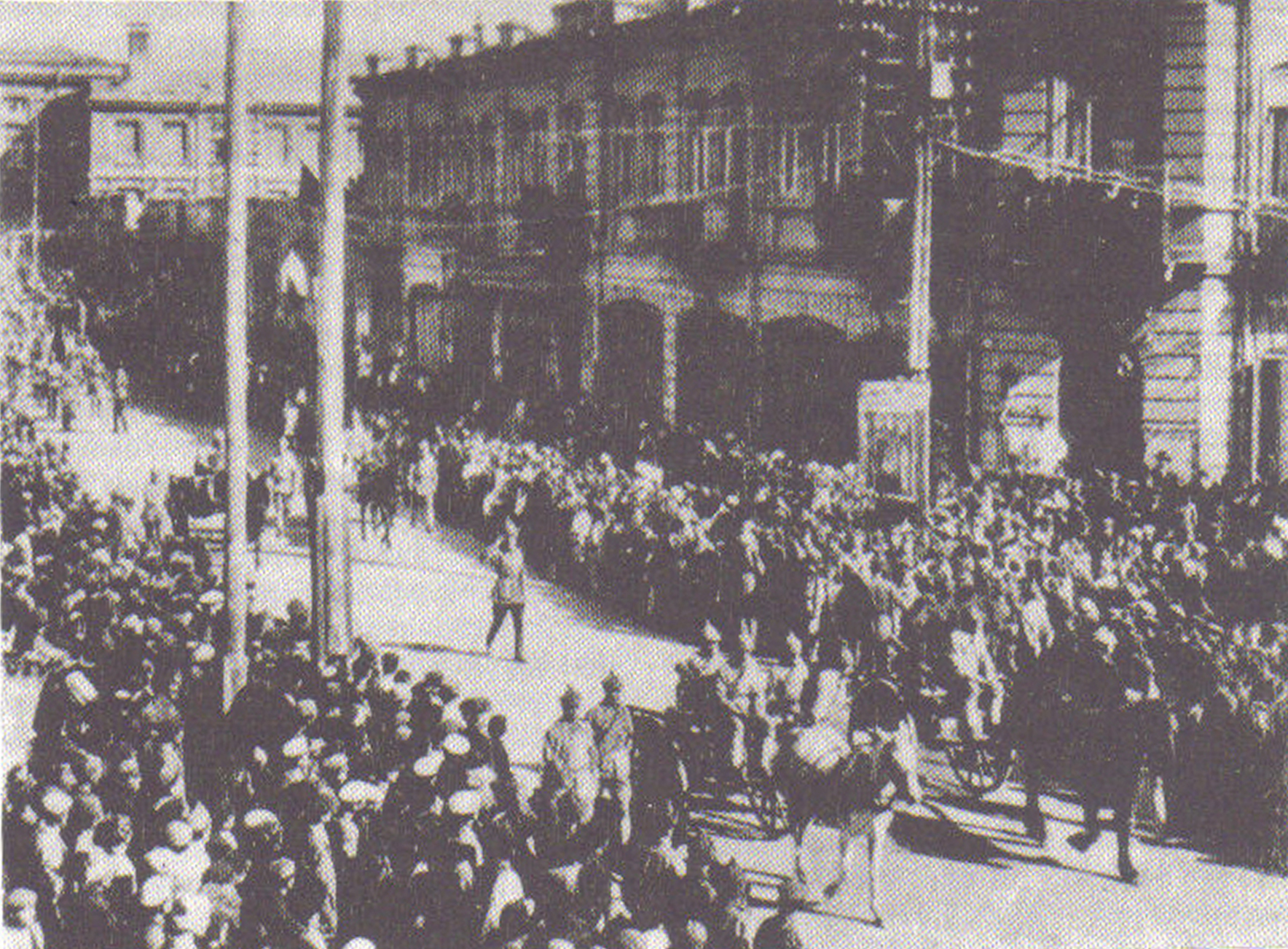
O 11º Exército do Exército Vermelho entrando em Erevão em 1920

Quando a 4 de dezembro de 1920, o 11º Exército entrou em Erevão, o governo armênio entregou o poder. A 5 de dezembro, o Comité Revolucionário Armênio (Revkom), composto nomeadamente por armênios procedentes do Azerbaidjão, tomou o poder na capital. Desse jeito pôs-se fim à existência da República Democrática da Armênia.
Sua substituta, a República Socialista Soviética da Armênia, proclamou-se sob comando de Aleksandr Miasnikyan.

### Tratado de Carse

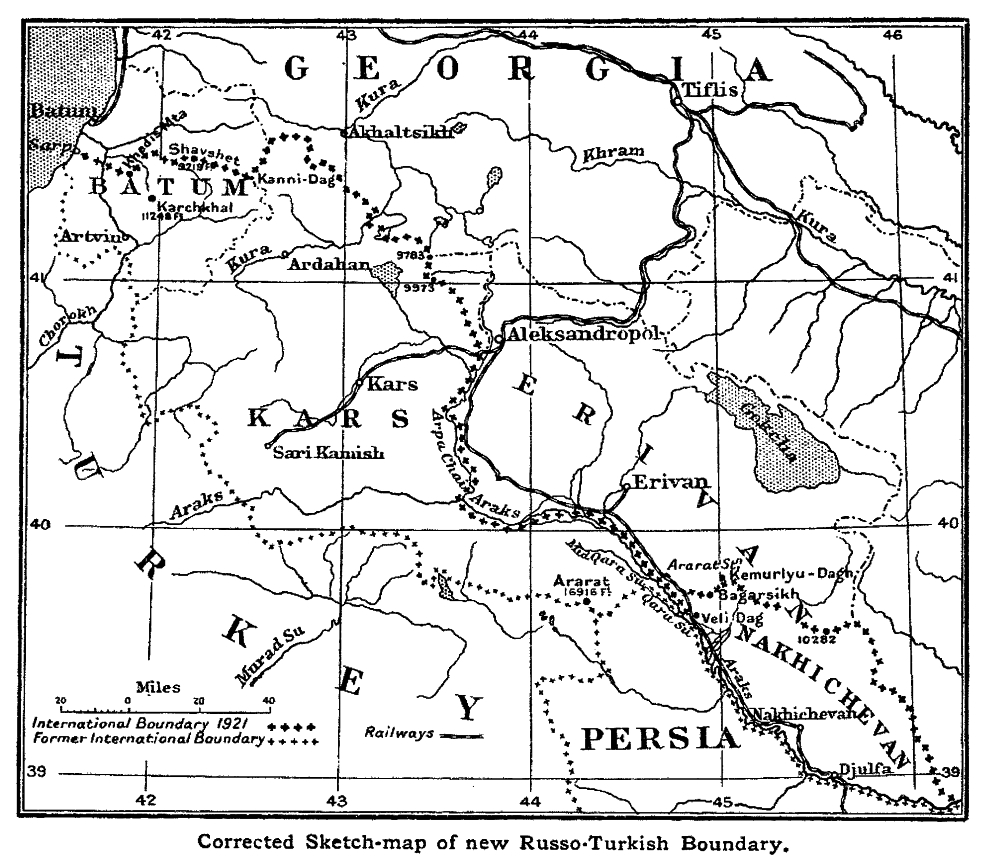
A fronteira turco-soviética estabelecida no Tratado de Carse

Os confrontos armados na região da Transcaucásia resolveram-se finalmente mediante a assinatura de dois tratados  de amizade entre a Grande Assembleia Nacional Turca - que posteriormente declararia o nascimento da República de Turquia em 1923 - e a União Soviética.
O primeiro deles foi o "Tratado de Amizade e Irmandade", também chamado Tratado de Moscou, assinado a 16 de março de 1921. Mediante este tratado, a Turquia cedia a Ajária à URSS em troca do território de Carse que incluía as atuais províncias turcas de Carse, Eder, e Ardacane.
O segundo dos acordos foi o Tratado de Carse, datado a 23 de outubro de 1921, e no qual participaram os representantes nacionalistas turcos e os da República Socialista Soviética do Azerbaijão, a República Socialista Soviética da Armênia e a República Socialista Soviética da Geórgia.